# Rudolf Johan Lunbeck
Rudolf Johan Lunbeck (Soerakarta, 21 augustus 1921 − Heeze, 30 augustus 2019) was een Nederlands hoogleraar wiskunde aan de Eindhovense universiteit.

## Biografie
Lunbeck deed in 1939 zijn HBS-B-examen in Bandoeng, slaagde in 1941 cum laude voor zijn kandidaatsexamen wis- en natuurkunde aan de Universiteit van Amsterdam, deed er zijn doctoraal examen (ook met lof) in 1945 en promoveerde er in 1951 op Het principe van overeenstemmende toestanden in de quantummechanica. Daarna werkte hij onder andere bij zijn alma mater en bij Shell, bijvoorbeeld aan de rekenmachine Miracle. In 1969 werd hij aangesteld als gewoon hoogleraar in de wiskunde aan de Technische Universiteit Eindhoven. Hij hield zijn inaugurele rede onder de titel Dynamisch informatiebeheer. Daar hield hij zich meteen al bezig met informatica, en dan met name met de organisatie van computerbestanden waarover hij een handboek publiceerde in 1975 dat in 1990 voor het laatst, als negende druk, verscheen. Voorts publiceerde hij over programmeren en programmeertalen, zoals in 1978 over Algol 60. Op 1 september 1983 ging hij met emeritaat en hield zijn afscheidsrede onder de titel Waarheen informatica?; daarin gaf hij aan dat de ontwikkeling van de rekenmachines naar computers tijdens zijn loopbaan enorm snel gegaan was, en sneller dan iedereen verwacht had. Hij bleef niettemin ook daarna nog publiceren, onder andere over besturingssystemen als CP/M 86 en UNIX. Hij vertaalde ook enige boeken over informatica.
Prof. dr. R.J. Lunbeck trouwde in 1949 met Anna Margaretha (Anneke) Vreeken (1928-1994); uit het huwelijk kwamen geen kinderen voort. Hij overleed in 2019, 9 dagen na zijn 98e verjaardag.